# Четирус Федір Степанович
Федір Степанович Четирус (1901, село Халявин, тепер Чернігівського району Чернігівської області — ?) — український радянський діяч, 1-й секретар Бахмацького районного комітету КП(б)У Чернігівської області. Депутат Верховної Ради УРСР 2—3-го скликань.

## Життєпис
Народився у родині селянина-бідняка. У 1913 році закінчив три класи сільської школи. Наймитував у заможних селян.
У 1919—1923 роках — у Червоній армії, учасник Громадянської війни в Росії.
У 1923—1926 роках — секретар Халявинської сільської ради Чернігівського району. Був керівником сільського осередку комсомолу.
Член ВКП(б) з 1926 року.
У 1926—1928 роках — слухач радянської партійної школи.
У 1928—1941 роках — на керівній радянській і партійній роботі на Чернігівщині, Полтавщині, Сумщині і Харківщині. У 1941 році — 1-й секретар Миропільського районного комітету КП(б)У Сумської області.
З 1941 року — у Червоній армії на політичній роботі, учасник німецько-радянської війни. Служив секретарем партійної комісії при Політичному відділі 310-ї винищувальної авіаційної дивізії Південно-Західного фронту Протиповітряної оборони (ППО) СРСР.
З 1945 до середини 1950-х років —  1-й секретар Бахмацького районного комітету КП(б)У Чернігівської області.
Потім — на пенсії.

## Звання
- майор

## Нагороди
- орден Леніна (23.01.1948)
- орден Червоної Зірки (21.02.1945)
- орден Вітчизняної війни 2-го ст. (6.04.1985)
- медаль «За перемогу над Німеччиною у Великій Вітчизняній війні 1941—1945 років»
- медалі